# Adda Djørup

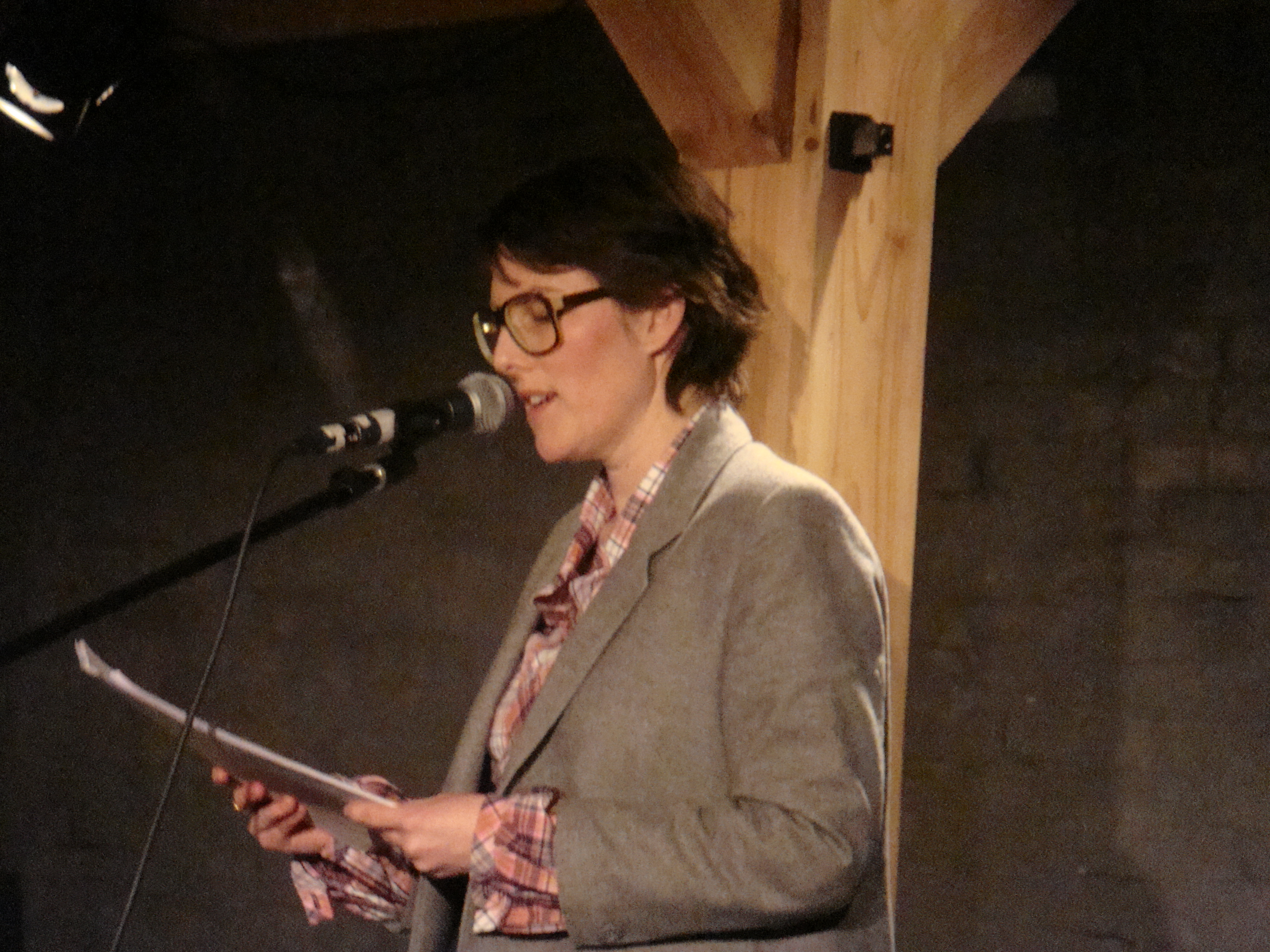
Adda Djørup, 2011

Adda Djørup (* 18. August 1972 in Aarhus) ist eine dänische Schriftstellerin und Poetin.

## Biografie
Djørup ging zur Katrinebjergskolen (Katrinebergschule) bevor sie die Schule abbrach und mehrere Jahre als Au-pair arbeitete, um schließlich an die weiterführende Schule zurückzukehren. Sie machte ihren Abschluss (BA) für vergleichende Literaturwissenschaften an der Universität Kopenhagen.
Djørup lebt in Kopenhagen.

## Karriere
Djørups erstes Buch war Monsieurs monologer, eine Gedichtesammlung, erschienen 2005.
2007 veröffentlichte sie eine Sammlung von Kurzgeschichten mit de Titel Hvis man begyndte at spørge sig selv. Die Handlung mehrerer Geschichten in der Sammlung ist in Südeuropa angesiedelt. Laut Djørup gehen sie auf ihre eigenen ausgiebigen Reisen in Spanien und Italien zurück.
Djørups Roman Den mindste modstand (The least resistance, 2009) erlangte den EU Preis für Literatur im Jahr 2010.
2011 schrieb Djørup ein Theaterstück mit dem Titel Korus' Kabaret.
2015 brachte sie eine Gedichtesammlung mit dem Titel Poesi og andre former for trods heraus.

## Auszeichnungen
- 2010: Literaturpreis der Europäischen Union[3]